# Penelope Fitzgerald
Penelope Fitzgerald (17. december 1916 – 28. april 2000) var en britisk forfatter og digter. Hun blev nomineret for Bookerprisen fire gange.

## Udvalgt bibliografi

### Biografier
- Edward Burne-Jones (1975)
- Charlotte Mew and Her Friends, With a Section of Her Poems (1984)

### Romaner
- The Bookshop (1978)
- Offshore (1979, vandt Bookerprisen)
- Innocence (1986)
- The Beginning of Spring (1988)
- The Blue Flower (1995)- da. Den Blå Blomst BATZER & CO. (2000)

1. ↑  Navnet er anført på engelsk og stammer fra Wikidata hvor navnet endnu ikke findes på dansk.
2. ↑  Navnet er anført på engelsk og stammer fra Wikidata hvor navnet endnu ikke findes på dansk.